# Залив шкољки
Залив шкољки (енгл. Conch Bay) је кинеска анимирана серија која је у Србији емитована на Хепи ТВ. Ради се о авантурама дечака Реја, који има способности да дише и види под водом.

## Емитовање и синхронизација
Ову анимирану серију је 2012. синхронизовао студио Идеограм за Хепи телевизију. Серија је у Србији премијерно приказивана 13. марта 2012. године.

## Радња[4]
Ово је прича о живахном дечаку који живи испод мора, али није све тако једноставно. Реј је дете земље и дете океана, јер је његова прича веома интересантна. Он има корене у оба света, пошто га је усвојио делфин у заливу Кронч, те је одрастао са становницима океана.

## Ликови
- Реј
- Лулу
- Рок
- Доктор Оливер

## Улоге
| Лик        | Глас      |
| ---------- | --------- |
| Реј        | непознато |
| Лулу       | непознато |
| Рок        | непознато |
| Др. Оливер | непознато |